# Phoneyusa buettneri
Phoneyusa buettneri är en spindelart som beskrevs av Karsch 1886. Phoneyusa buettneri ingår i släktet Phoneyusa och familjen fågelspindlar.
Artens utbredningsområde är Gabon. Inga underarter finns listade i Catalogue of Life.